# Departamento Jalapa
Jalapa ist ein Departamento Guatemalas und liegt im Südosten des Landes (Region IV). Es erstreckt sich auf über 2.000 Quadratkilometern und hat etwa 365.400 Einwohner. Die Hauptstadt des Departamentos ist das gleichnamige Jalapa.
Das Departamento Jalapa grenzt im Norden an die Departamentos El Progreso und Zacapa, im Osten an Chiquimula, im Süden an Jutiapa und Santa Rosa und im Westen an das Departamento Guatemala.

## Landesnatur
Jalapa liegt überwiegend im zentralen Hochland. Vor allem im Südwesten erreicht die Sierra Madre nochmals Höhen von über 2000 Metern. Nach Nordosten hin fällt das Bergland langsam zum Tal des Río Motagua ab. Das gesamte Gebiet ist von tiefen Tälern und Flüssen durchzogen. Auf Grund der unterschiedlichen Höhenlagen gibt es eine Vielzahl verschiedener Klimaregionen. Im Allgemeinen ist das Klima gemäßigt, die Temperaturen bewegen sich zwischen 15 und 27 °C.

## Bevölkerung
Die Bevölkerung spricht vorwiegend Spanisch, die wenigen Indígenas auch Pocomam. Jalapa ist in sieben Municipios (Großgemeinden oder auch Landkreise) unterteilt:
| Jalapa               | San Pedro Pinula     |
| San Luis Jilotepeque | San Manuel Chaparrón |
| San Carlos Alzatate  | Monjas               |
| Mataquescuintla      |                      |

Dem Departamento als staatlichem Verwaltungsbezirk steht ein von der Zentralregierung entsandter Gouverneur vor. Die Municipios sind eigenständige Gebietskörperschaften mit gewählten Bürgermeistern und Volksvertretungen und untergliedern sich in Aldeas  (Landgemeinden) und Caseríos, Parajes oder Fincas (Weiler und Höfe).

## Wirtschaft
Die Landwirtschaft erzeugt auf Grund der unterschiedlichen Höhenlagen ein breites Spektrum an Produkten, darunter Kaffee, Kartoffeln, Mais, Bohnen, Bananen, Maniok, Tabak und Zuckerrohr. Von Bedeutung ist auch die Pferde- und Viehzucht sowie das Kunsthandwerk. Der Tourismus spielt nur eine untergeordnete Rolle. Das etwas abseits gelegene Departamento ist verkehrsmäßig über die Nationalstraße 18 mit Guatemala-Stadt verbunden und über die Nationalstraße 19 mit der Panamericana (CA-1) und der Interoceanica (CA-9). Die Stadt Jalapa hat einen Flugplatz für die Allgemeine Luftfahrt.

## Sehenswürdigkeiten
Bei San Pedro Pinula befinden sich die kleinen Wasserfälle von Los Chorros, wo es auch Bademöglichkeiten gibt. Ganz im Süden, bei Monjas, ist der tiefe See Laguneta del Hoyo sehenswert. Für Bergsteiger ist der im Südwesten gelegene Höhenwanderweg von Mataescuintla nach Jalapa interessant, der über die höchsten Berge des Departamentos führt (Cerro Miramundo). Das nördlich des Weges gelegene Naturschutzgebiet Parque Pino Dulce ist eines der Hauptattraktionen in der Region. Nördlich der Hauptstadt Jalapa befindet sich der Vulkan Jumay (2.176 m). Maya-Ruinen kann man in Chagüite, San Nicolás, Xalapán (bei Jalapa), in El Recreo und El Durazno (bei San Pedro Pinula) sowie in dem ganz im Süden gelegenen Pueblo Viejo besichtigen.

## Geschichte
In der Kolonialzeit gehörte das Gebiet des heutigen Departamentos zum Corregimiento de Chiquimula. Nach dem schweren Erdbeben von 1773 plante man die Verlegung der Hauptstadt des Generalkapitanats Guatemala von Antigua Guatemala nach Jalapa. Eine Expertenkommission hielt sowohl Lage als auch Klima für geeignet, riet jedoch auf Grund des Wassermangels von der Errichtung einer großen Hauptstadt in Jalapa ab. Das Gebiet von Jalapa wurde am 24. November 1873 zum Departamento erhoben. Der Name Jalapa leitet sich von dem Maya-Begriff xalapán ab, der so viel bedeutet wie „sandiges Wasser“.